# آرمادیلوی غول‌پیکر
آرمادیلوی بزرگ (نام علمی: Priodontes maximus) نام یک گونه از تیره آرمادیلو است. این گونه بزرگترین گونه ی آرمادیلوهای زنده است.